# Bartolomeo Lapacci
Bartolomeo Lapacci de' Rimbertini (ur. 1402 – zm. 24 maja 1466) – włoski dominikanin, biskup, teolog oraz legat papieski i inkwizytor.
Pochodził z Florencji. W 1428 wstąpił do konwentu dominikańskiego S. Maria Novella we Florencji. W 1432 objął funkcję Lektora Świętego Pałacu w Kurii Rzymskiej. Następnie był kolejno biskupem Argos (1434–1439), Cortony (1439–1449) i Corone (1449–1457). Znał bardzo dobrze język grecki. Uczestniczył w Soborze florenckim. Działał na rzecz unii z kościołem greckim, a po jej podpisaniu (1439) dwukrotnie (1445/46 i 1449) był legatem papieskim w Grecji. W 1442 przebywał na Węgrzech jako inkwizytor papieski, mając za zadanie zwalczanie radykalnej sekty husyckiej zwanej fratres animi simplicis. W 1451/52 był legatem papieskim w krajach skandynawskich.
Po rezygnacji z godności biskupa Corone w 1457 powrócił do konwentu dominikańskiego S. Maria Novella we Florencji. W latach 1461–1463 wykładał teologię na uniwersytecie florenckim. Zmarł w rodzinnej Florencji w wieku 64 lat.